# Лавина (Монтана)
Лавина (енгл. Lavina) град је у америчкој савезној држави Монтана.

## Демографија
По попису из 2010. године број становника је 187, што је 22 (-10,5%) становника мање него 2000. године.
| Група             | 2000.       | 2010.       |
| Белци             | 199 (95,2%) | 166 (88,8%) |
| Афроамериканци    | 0 (0,0%)    | 0 (0,0%)    |
| Азијати           | 1 (0,5%)    | 3 (1,6%)    |
| Хиспаноамериканци | 7 (3,3%)    | 7 (3,7%)    |
| Укупно            | 209         | 187         |